# Annie Potts
Annie Hampton Potts, född 28 oktober 1952 i Nashville i Tennessee, är en amerikansk skådespelare.

## Biografi
Annie Potts föddes i Nashville, Tennessee, men växte upp i Franklin, Kentucky där hon studerade på Franklin-Simpson High School. Hon är dotter till Powell Grisette Potts och Dorothy Harris (Billingslea). Potts har två äldre systrar, Mary Eleanor (Potts) Hovious och Elizabeth Grissette Potts. Hon avlade en kandidatexamen i teater från Stephens College i Missouri.
Potts första film på bio var Häftig sommar (1978) där hon spelade mot Mark Hamill. Rollen gav henne en Golden Globe-nominering. Hon blev även prisad för sin roll i Heartaches (1981). Hon fick sedan rollen som receptionisten Janine Melnitz i Ghostbusters – Spökligan (1984), en roll hon kom att reprisera flera gånger. 1994 blev hon nominerad till en Emmy Award för sin insats i serien War & Love (1993–1995). TV-serien Any Day Now (1998–2002) gav henne två nomineringar till Screen Actors Guild Award. Hon gjorde rösten till Bo Peep i Toy Story (1995) och uppföljaren Toy Story 2 (1999). Hon syntes även i flera TV-serier som Magnum, Designing Women, Mellan himmel och jord, Close to Home, 2 1/2 män, Men in Trees, Ugly Betty och Boston Legal. Hon hade också en återkommande roll i Law & Order: Special Victims Unit mellan 2005 och 2009.
2007 vann hon Audie Award för sitt arbete med ljudböcker. 2009 scendebuterade hon på Broadway i pjäsen God of Carnage, en pjäs som fick flera Tony Award-vinster. Hon återvände inte till teatern förrän 2014 då hon spelade i en uppsättning av musikalen Pippin.
Mellan 2017 och 2024 spelade hon Connie "Meemaw" Tucker i Young Sheldon som var en spinoff-serie till The Big Bang Theory.

## Privatliv
Under sina collegeår träffade Potts sin första make Steven Hartley, de var med om en bilolycka i vilken hon skadade sitt ben, hon har till exempel ingen häl på högra foten. Hartley förlorade hela sitt högra ben. Hon har sedan dess haft fyra olika makar. Hon har tre barn, ett med sin tredje man Scott Senechal och två med sin fjärde och nuvarande man James Hayman.

## Filmografi (i urval)

### Film
| År   | Titel                                     | Roll                        | Notering |
| ---- | ----------------------------------------- | --------------------------- | -------- |
| 1977 | Black Market Baby                         | Linda Cleary                | TV-film  |
| 1978 | Häftig sommar                             | Vanessa                     |          |
| 1978 | Zigenarkungen                             | Persa                       |          |
| 1979 | Flatbed Annie & Sweetiepie: Lady Truckers | Flatbed Annie               | TV-film  |
| 1981 | Heartaches                                | Bonnie Howard               |          |
| 1982 | Bayou Romance                             | Lily                        | TV-film  |
| 1984 | Ghostbusters – Spökligan                  | Janine Melnitz              |          |
| 1984 | Crimes of Passion                         | Amy Grady                   |          |
| 1986 | Pretty in Pink                            | Iona                        |          |
| 1986 | Jumpin' Jack Flash                        | Liz Carlson                 |          |
| 1987 | The Man Who Fell to Earth                 | Louise                      |          |
| 1988 | Pass the Ammo                             | Darla Porter                |          |
| 1988 | She's Having a Baby                       | Sig själv                   | Cameo    |
| 1989 | Vem är Harry Crumb?                       | Helen Downing               |          |
| 1989 | Ghostbusters 2                            | Janine Melnitz              |          |
| 1990 | Texasville                                | Karla Jackson               |          |
| 1992 | Breaking the Rules                        | Mary Klinglitch             |          |
| 1995 | Toy Story                                 | Bo Peep                     | Röstroll |
| 1999 | Toy Story 2                               | Bo Peep                     | Röstroll |
| 2003 | Defending Our Kids: The Julie Posey Story | Julie Posey                 | TV-film  |
| 2004 | Elvis Has Left the Building               | Shirl                       |          |
| 2007 | The Sunday Man                            | Mrs. Culp                   | Kortfilm |
| 2008 | Queen Sized                               | Joan Baker                  | TV-film  |
| 2010 | Freshman Father                           | Kathy Patton                | TV-film  |
| 2011 | Five                                      | Charlotte's Mom             | TV-film  |
| 2012 | The Music Teacher                         | Alyson Daley                | TV-film  |
| 2014 | Chu and Blossom                           | Harley                      |          |
| 2015 | As Good As You                            | Dr. Laura Berg              |          |
| 2016 | Ghostbusters                              | Vanessa, hotellreceptionist | Cameo    |
| 2016 | All At Once                               | Ginny Maxwell               |          |
| 2017 | Humor Me                                  | Dee                         |          |
| 2017 | Izzy Gets the F*ck Across Town            | Mary                        |          |
| 2018 | Happy Anniversary                         | Diane                       |          |
| 2019 | Toy Story 4                               | Bo Peep                     | Röstroll |
| 2021 | Arlo the Alligator Boy                    | Edmée                       | Röstroll |
| 2021 | Ghostbusters: Afterlife                   | Janine Melnitz              |          |
| 2024 | Ghostbusters: Frozen Empire               | Janine Melnitz              |          |

### TV
| År        | Titel                                               | Roll                       | Notering                                                |
| --------- | --------------------------------------------------- | -------------------------- | ------------------------------------------------------- |
| 1977      | Busting Loose                                       | Helene                     | 3 avsnitt                                               |
| 1978      | Family                                              | Caddy Wilde                | Avsnitt: "Magic"                                        |
| 1979      | Visions                                             | Ellen                      | Avsnitt: "Ladies in Waiting"                            |
| 1980      | Goodtime Girls                                      | Edith Bedelmeyer           | 12 avsnitt                                              |
| 1983      | Remington Steele                                    | Annie Carpenter            | Avsnitt: "Steele Crazy After All These Years"           |
| 1983      | Magnum                                              | Tracy Spencer              | Avsnitt: "Legacy from a Friend"                         |
| 1985      | The Twilight Zone                                   | Cathy Lowery               | Avsnitt: "Wordplay"                                     |
| 1986      | Magnum                                              | Tracy Spencer              | Avsnitt: "A.A.P.I."                                     |
| 1986-1993 | Designing Women                                     | Mary Jo Shively            | 163 avsnitt                                             |
| 1987      | CBS Schoolbreak Special                             | Kathy Sanders              | Avsnitt: "My Dissident Mom"                             |
| 1987      | Amazing Stories                                     | Mrs. Bev Binford           | Röstroll, avsnitt: "The Family Dog"                     |
| 1989      | Hanna-Barbera's 50th: A Yabba Dabba Doo Celebration | Värd                       | TV-Special                                              |
| 1993-1995 | Love & War                                          | Dana Palladino             | 44 avsnitt                                              |
| 1996-1997 | Dangerous Minds                                     | LouAnne Johnson            | 17 avsnitt                                              |
| 1997      | Over the Top                                        | Hadley Martin              | 12 avsnitt, även producent                              |
| 1998      | Herkules                                            | Syrinx                     | Röstroll, avsnitt: "Hercules and the Muse of Dance"     |
| 1998-2002 | Any Day Now                                         | Mary Elizabeth 'M.E.' Sims | 88 avsnitt                                              |
| 1999      | Johnny Bravo                                        | Wrangler                   | 1 avsnitt                                               |
| 2004      | Huff                                                | Doris Johnson              | 4 avsnitt                                               |
| 2004-2005 | Mellan himmel och jord                              | Lucy Preston               | 11 avsnitt                                              |
| 2005      | Close to Home                                       | Dr. Marla Dodds            | Avsnitt: "Divine Direction"                             |
| 2005-2009 | Law & Order: Special Victims Unit                   | Sophie Devere              | 4 avsnitt                                               |
| 2007      | Men in Trees                                        | Mary Alice O'Donnell       | 4 avsnitt                                               |
| 2008      | Ugly Betty                                          | Linda                      | Avsnitt: "Zero Worship"                                 |
| 2008      | Boston Legal                                        | Joy Espenson               | Avsnitt: "The Bad Seed"                                 |
| 2009      | 2 1/2 män                                           | Lenore                     | Avsnitt: "Mmm, Fish. Yum."                              |
| 2010      | Marry Me                                            | Vivienne Carter            |                                                         |
| 2012      | GCB                                                 | Gigi Stopper               | 10 avsnitt                                              |
| 2012      | På kroken                                           | Nurse Fishington           | Röstroll, 3 avsnitt                                     |
| 2012      | Animal Practice                                     | Virginia Coleman           | 2 avsnitt                                               |
| 2013-2018 | The Fosters                                         | Sharon Elkin               | 11 avsnitt                                              |
| 2013      | Danny Cunningham – skolans ninja                    | Tawny Zingwald             | Röstroll, avsnitt: "Stank'd to the Future/Wave Slayers" |
| 2013      | Grey's Anatomy                                      | Joyce                      | Avsnitt: "Map of You"                                   |
| 2014      | Instant Mom                                         | Roberta Montgomery         | Avsnitt: "True Romance"                                 |
| 2014      | Young & Hungry                                      | Donna Kaminski             | Röstroll, avsnitt: "Pilot"                              |
| 2015      | Major Crimes                                        | Clarissa                   | Avsnitt: "Special Master: Part Two"                     |
| 2015      | NCIS: New Orleans                                   | Olivia Brody               | Avsnitt: "Broken Hearted"                               |
| 2015-2016 | Chicago Med                                         | Helen Manning              | 5 avsnitt                                               |
| 2016      | Scandal                                             | Louise Baker               | Avsnitt: "Buckle Up"                                    |
| 2016      | Royal Pains                                         | Mrs. Sacani                | 2 avsnitt                                               |
| 2017-2024 | Young Sheldon                                       | Constance "Connie" Tucker  | 139 avsnitt                                             |
| 2021      | I Heart Arlo                                        | Edmée                      | Röstroll                                                |

### Teater
| År        | Titel          | Roll    | Teater   |
| --------- | -------------- | ------- | -------- |
| 2009-2010 | God of Carnage | Annette |          |
| 2014      | Pippin         | Berthe  | Broadway |